# Henri Marchal

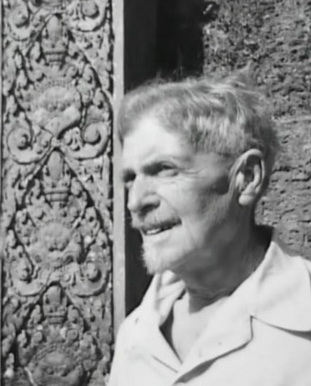
Henri Marchal

Henri Marchal (ngày 24 tháng 6 năm 1876 – ngày 10 tháng 4 năm 1970) là kiến trúc sư và công chức người Pháp. Ông đã dành phần lớn cuộc đời mình để nghiên cứu về nghệ thuật và khảo cổ học của Campuchia cũng như việc bảo tồn và trùng tu các di tích Khmer tại khu khảo cổ Angkor, Campuchia.

## Tiểu sử
Marchal chào đời tại Paris.  Sau khi đậu bằng tú tài vào năm 1895, ông được nhận vào trường École des beaux-arts, khoa Kiến trúc, có tham dự hội thảo do Gaston Redon hướng dẫn. Ông được bổ nhiệm làm Thanh tra công trình dân sự Campuchia vào năm 1905. Năm 1910, ông được trao giấy phép học tiếng Khmer và chuyển sang làm trợ lý giám tuyển Bảo tàng Ecole française d'Extrême-Orient (EFEO) ở Phnôm Pênh. Năm 1912, ông được cử vào Sài Gòn, làm Thanh tra công trình dân sự Nam Kỳ.
Sau cái chết của Jean Commaille (bị bọn cướp sát hại khi đang trả lương cho công nhân), năm 1916, ông được EFEO cử đến Angkor để quản lý cơ quan bảo tồn mang tên Conservation d'Angkor của EFEO. Ông tiếp tục công việc dọn dẹp Angkor Wat và khai quật các di tích chính ở trung tâm Angkor Thom: Baphuon, Bayon, Phimeanakas, Preah Pithu, Hoàng cung v.v...). Năm 1919, Henri Marchal được bổ nhiệm làm thành viên thường trực của EFEO và là "Nhà giám tuyển Angkor". Về sau, ông cũng bắt đầu khai quật và làm sạch các di tích khác bên ngoài Angkor Thom: Ta Prohm (năm 1920), Preah Khan, Neak Pean, Phnom Bakheng (1922–1929), Prasat Kravan (với Henri Parmentier và Victor Goloubew) và Banteay Srei cùng những người khác.
Năm 1930, ông đến Java để học hỏi nguyên tắc anastylosis từ ngành khảo cổ học của Đông Ấn Hà Lan, nhận thức rõ các giới hạn của những phương pháp hợp nhất từng được sử dụng trước đây ở Angkor. Khi trở về, ông quyết định áp dụng phương pháp anastylosis lần đầu tiên ở Angkor trên ngôi đền Banteay Srei. Việc khôi phục đã được nhất trí hoan nghênh là thành công. Năm 1933, ông rời cơ quan Conservation d'Angkor để thay thế Henri Parmentier làm Giám đốc sở khảo cổ của EFEO, nhưng ông lại đảm nhận trách nhiệm Người giám tuyển Angkor từ năm 1935 đến năm 1937 (vì vụ tự sát bi thảm của Georges Trouvé) và một lần nữa từ năm 1947 (thay thế Maurice Glaize) đến năm 1953. Lúc đó ông đã hơn 75 tuổi và trong một cuộc phỏng vấn trên tờ The New York Times cho biết "công việc này trở nên quá khó khăn đối với tôi".
Trong khi đó vào năm 1938, trên đường trở về Pháp, ông đã đến thăm Ấn Độ và Ceylon, nơi mà ông đã mô tả trong cuốn sách nhan đề Souvenirs d'un Conservateur, và trước khi trở về Angkor, ông đã lãnh đạo một phái đoàn khảo cổ học tại Arikamedu (người Pháp gọi là Virampatnam), ở Puducherry. Từ năm 1948 đến năm 1953, ông chỉ đạo các công trình trùng tu những tòa nhà nằm dọc theo con đường phía tây của Angkor Wat gồm Baphuon (1948), Banteay Kdei, Preah Khan và Thommanon (1950). Từ năm 1954 đến năm 1957, ông được bổ nhiệm làm cố vấn kỹ thuật di tích lịch sử và là Trưởng ban Công chính của Vương quốc Lào mới thành lập. Tình yêu của ông đối với Angkor và nền văn minh Khmer được minh chứng bằng việc ông định cư ở Siem Reap sau khi nghỉ hưu vào năm 1957 cho đến khi qua đời vào năm 1970. Ông qua đời ở đó, hưởng thọ 93 tuổi.

## Tác phẩm
- Marchal, Henri (1918). "Monuments secondaires et terrasses bouddhiques d'Ańkor Thom" (PDF). BEFEO (bằng tiếng Pháp). 18/8. ISSN 0336-1519. Truy cập ngày 28 tháng 8 năm 2009.[liên kết hỏng]
- Marchal, Henri (1922). "Le temple de Prah Palilay" (PDF). BEFEO (bằng tiếng Pháp). 22: 101–134. doi:10.3406/befeo.1922.2913. ISSN 0336-1519. Bản gốc (PDF) lưu trữ ngày 8 tháng 1 năm 2014. Truy cập ngày 28 tháng 8 năm 2009.
- 1924–26 – "Les portes monumentales du groupe d'Angkor", AAK 2/1, p. 1–26, pl., ph.
- 1924–26 – "Notes sur le Palais Royal d'Angkor Thom", AAK 2/3, p. 303–328.
- 1925 – "Pavillons d'entrée du Palais Royal d'Angkor Thom", in Études asiatiques (2), Paris, EFEO/G. van Oest (PEFEO 20), p. 57–78, pl. 32-41.
- Marchal, Henri (1928). Guide archéologique aux temples d'Angkor : Angkor Vat, Angkor Thom, et les monuments du petit et du grand circuit (bằng tiếng French). Paris: G. van Oest. OCLC 224296699.{{Chú thích sách}}:  Quản lý CS1: ngôn ngữ không rõ (liên kết)
- 1937 – "Kutîçvara » et « Notes sur les Terrasses des Éléphants, du Roi lépreux et le Palais Royal d'Angkor Thom", BEFEO 37/2, p. 333–360.
- 1939 – La collection khmère, (Musée Louis Finot), Hanoi, EFEO, 170 p., 13 pl.
- 1948 – L'architecture comparée dans l'Inde et dans l'Extrême-Orient, Paris, G. van Oest, 262 p.
- Marchal, Henri (1951). Le décor et la sculpture khmers (bằng tiếng French). Paris: G. van Oest. OCLC 3054586.{{Chú thích sách}}:  Quản lý CS1: ngôn ngữ không rõ (liên kết)
- 1951 – Le décor et la sculpture khmers, Paris, G. van Oest, 135 p.
- 1957 – Le Temple de Vat Phou, province de Champassak, Saigon, edited by département des Cultes du Gouvernement royal du Laos, 37 p.